# Llista d'integrals de funcions racionals
Qualsevol fracció racional es pot integrar (trobar la seva primitiva) emprant les identitats que es presenten en aquesta pàgina i les tècniques que es descriuen a "integració de fraccions racionals" a base de descompondre la fracció racional en la suma de funcions de la forma:
{\displaystyle {\frac {ex+f}{\left(ax^{2}+bx+c\right)^{n}}}}.
A totes les funcions resultat de la integració cal afegir-hi una constant d'integració arbitrària que no s'ha posat a la taula.
| {\displaystyle \int (ax+b)^{n}dx}        | {\displaystyle ={\frac {(ax+b)^{n+1}}{a(n+1)}}\qquad {\mbox{(per }}n\neq -1{\mbox{)}}\,\!}                          |
| {\displaystyle \int {\frac {1}{ax+b}}dx} | {\displaystyle ={\frac {1}{a}}\ln \left\|ax+b\right\|}                                                              |
| {\displaystyle \int x(ax+b)^{n}dx}       | {\displaystyle ={\frac {a(n+1)x-b}{a^{2}(n+1)(n+2)}}(ax+b)^{n+1}\qquad {\mbox{(per }}n\not \in \{-1,-2\}{\mbox{)}}} |
| {\displaystyle \int {\frac {x}{ax+b}}dx}       | {\displaystyle ={\frac {x}{a}}-{\frac {b}{a^{2}}}\ln \left\|ax+b\right\|}                                         |
| {\displaystyle \int {\frac {x}{(ax+b)^{2}}}dx} | {\displaystyle ={\frac {b}{a^{2}(ax+b)}}+{\frac {1}{a^{2}}}\ln \left\|ax+b\right\|}                               |
| {\displaystyle \int {\frac {x}{(ax+b)^{n}}}dx} | {\displaystyle ={\frac {a(1-n)x-b}{a^{2}(n-1)(n-2)(ax+b)^{n-1}}}\qquad {\mbox{(per }}n\not \in \{1,2\}{\mbox{)}}} |
| {\displaystyle \int {\frac {x^{2}}{ax+b}}dx}       | {\displaystyle ={\frac {1}{a^{3}}}\left({\frac {(ax+b)^{2}}{2}}-2b(ax+b)+b^{2}\ln \left\|ax+b\right\|\right)}                                                                                      |
| {\displaystyle \int {\frac {x^{2}}{(ax+b)^{2}}}dx} | {\displaystyle ={\frac {1}{a^{3}}}\left(ax+b-2b\ln \left\|ax+b\right\|-{\frac {b^{2}}{ax+b}}\right)}                                                                                               |
| {\displaystyle \int {\frac {x^{2}}{(ax+b)^{3}}}dx} | {\displaystyle ={\frac {1}{a^{3}}}\left(\ln \left\|ax+b\right\|+{\frac {2b}{ax+b}}-{\frac {b^{2}}{2(ax+b)^{2}}}\right)}                                                                            |
| {\displaystyle \int {\frac {x^{2}}{(ax+b)^{n}}}dx} | {\displaystyle ={\frac {1}{a^{3}}}\left(-{\frac {(ax+b)^{3-n}}{(n-3)}}+{\frac {2b(a+b)^{2-n}}{(n-2)}}-{\frac {b^{2}(ax+b)^{1-n}}{(n-1)}}\right)\qquad {\mbox{(per }}n\not \in \{1,2,3\}{\mbox{)}}} |
| {\displaystyle \int {\frac {1}{x(ax+b)}}dx}         | {\displaystyle =-{\frac {1}{b}}\ln \left\|{\frac {ax+b}{x}}\right\|}                                                                                    |
| {\displaystyle \int {\frac {1}{x^{2}(ax+b)}}dx}     | {\displaystyle =-{\frac {1}{bx}}+{\frac {a}{b^{2}}}\ln \left\|{\frac {ax+b}{x}}\right\|}                                                                |
| {\displaystyle \int {\frac {1}{x^{2}(ax+b)^{2}}}dx} | {\displaystyle =-a\left({\frac {1}{b^{2}(ax+b)}}+{\frac {1}{ab^{2}x}}-{\frac {2}{b^{3}}}\ln \left\|{\frac {ax+b}{x}}\right\|\right)}                    |
| {\displaystyle \int {\frac {1}{x^{2}+a^{2}}}dx}     | {\displaystyle ={\frac {1}{a}}\arctan {\frac {x}{a}}\,\!}                                                                                               |
| {\displaystyle \int {\frac {1}{x^{2}-a^{2}}}dx=}    | - {\displaystyle -{\frac {1}{a}}\,\mathrm {arctanh} {\frac {x}{a}}={\frac {1}{2a}}\ln {\frac {a-x}{a+x}}\qquad {\mbox{(per }}\|x\|<\|a\|{\mbox{)}}\,\!} |
|                                                     | - {\displaystyle -{\frac {1}{a}}\,\mathrm {arccoth} {\frac {x}{a}}={\frac {1}{2a}}\ln {\frac {x-a}{x+a}}\qquad {\mbox{(per }}\|x\|>\|a\|{\mbox{)}}\,\!} |

per {\displaystyle a\neq 0:}
| {\displaystyle \int {\frac {1}{ax^{2}+bx+c}}dx=} | - {\displaystyle {\frac {2}{\sqrt {4ac-b^{2}}}}\arctan {\frac {2ax+b}{\sqrt {4ac-b^{2}}}}\qquad {\mbox{(per }}4ac-b^{2}>0{\mbox{)}}} |
|                                                  | - {\displaystyle -{\frac {2}{\sqrt {b^{2}-4ac}}}\,\mathrm {arctanh} {\frac {2ax+b}{\sqrt {b^{2}-4ac}}}={\frac {1}{\sqrt {b^{2}-4ac}}}\ln \left\|{\frac {2ax+b-{\sqrt {b^{2}-4ac}}}{2ax+b+{\sqrt {b^{2}-4ac}}}}\right\|\qquad {\mbox{(per }}4ac-b^{2}<0{\mbox{)}}} |
|                                                  | - {\displaystyle -{\frac {2}{2ax+b}}\qquad {\mbox{(per }}4ac-b^{2}=0{\mbox{)}}} |
| {\displaystyle \int {\frac {x}{ax^{2}+bx+c}}dx}  | {\displaystyle ={\frac {1}{2a}}\ln \left\|ax^{2}+bx+c\right\|-{\frac {b}{2a}}\int {\frac {dx}{ax^{2}+bx+c}}} |
| {\displaystyle \int {\frac {mx+n}{ax^{2}+bx+c}}dx=} | - {\displaystyle {\frac {m}{2a}}\ln \left\|ax^{2}+bx+c\right\|+{\frac {2an-bm}{a{\sqrt {4ac-b^{2}}}}}\arctan {\frac {2ax+b}{\sqrt {4ac-b^{2}}}}\qquad {\mbox{(per }}4ac-b^{2}>0{\mbox{)}}}             |
|                                                     | - {\displaystyle {\frac {m}{2a}}\ln \left\|ax^{2}+bx+c\right\|+{\frac {2an-bm}{a{\sqrt {b^{2}-4ac}}}}\,\mathrm {arctanh} {\frac {2ax+b}{\sqrt {b^{2}-4ac}}}\qquad {\mbox{(per }}4ac-b^{2}<0{\mbox{)}}} |
|                                                     | - {\displaystyle {\frac {m}{2a}}\ln \left\|ax^{2}+bx+c\right\|-{\frac {2an-bm}{a(2ax+b)}}\,\,\,\,\,\,\,\,\,\,\qquad {\mbox{(per }}4ac-b^{2}=0{\mbox{)}}}                                               |
{\displaystyle \int {\frac {1}{(ax^{2}+bx+c)^{n}}}dx={\frac {2ax+b}{(n-1)(4ac-b^{2})(ax^{2}+bx+c)^{n-1}}}+{\frac {(2n-3)2a}{(n-1)(4ac-b^{2})}}\int {\frac {1}{(ax^{2}+bx+c)^{n-1}}}dx\,\!}
{\displaystyle \int {\frac {x}{(ax^{2}+bx+c)^{n}}}dx={\frac {bx+2c}{(n-1)(4ac-b^{2})(ax^{2}+bx+c)^{n-1}}}-{\frac {b(2n-3)}{(n-1)(4ac-b^{2})}}\int {\frac {1}{(ax^{2}+bx+c)^{n-1}}}dx\,\!}
{\displaystyle \int {\frac {1}{x(ax^{2}+bx+c)}}dx={\frac {1}{2c}}\ln \left|{\frac {x^{2}}{ax^{2}+bx+c}}\right|-{\frac {b}{2c}}\int {\frac {1}{ax^{2}+bx+c}}dx}
{\displaystyle \int {\frac {dx}{x^{2^{n}}+1}}=\sum _{k=1}^{2^{n-1}}\left\{{\frac {1}{2^{n-1}}}\left[\sin({\frac {(2k-1)\pi }{2^{n}}})\arctan[\left(x-\cos({\frac {(2k-1)\pi }{2^{n}}})\right)\csc({\frac {(2k-1)\pi }{2^{n}}})]\right]-{\frac {1}{2^{n}}}\left[\cos({\frac {(2k-1)\pi }{2^{n}}})\ln \left|x^{2}-2x\cos({\frac {(2k-1)\pi }{2^{n}}})+1\right|\right]\right\}}